# Bèche (bateau)
Pour les articles homonymes, voir Bèche.
Une bèche ou besche, est un petit bateau doté d'arches, tendues de tissu. Spécifiques à la région de Lyon, les bèches font la navette entre les rives du Rhône et de la Saône.

## Historique
On trouve des mentions des bèches depuis le 16e siècle, en tant que petits bateaux plats, menés par des femmes batelières, servant au transport des personnes. La capacité de transport oscille entre 6 et 12 personnes.
Au début du 19e siècle, vers 1825, la natation se popularise : certaines bèches se transforment, voire se groupent, pour devenir des piscines flottantes.
À la même période, certaines bèches, situées proches de l'Hôtel-Dieu, font office de morgue,.

## Galerie

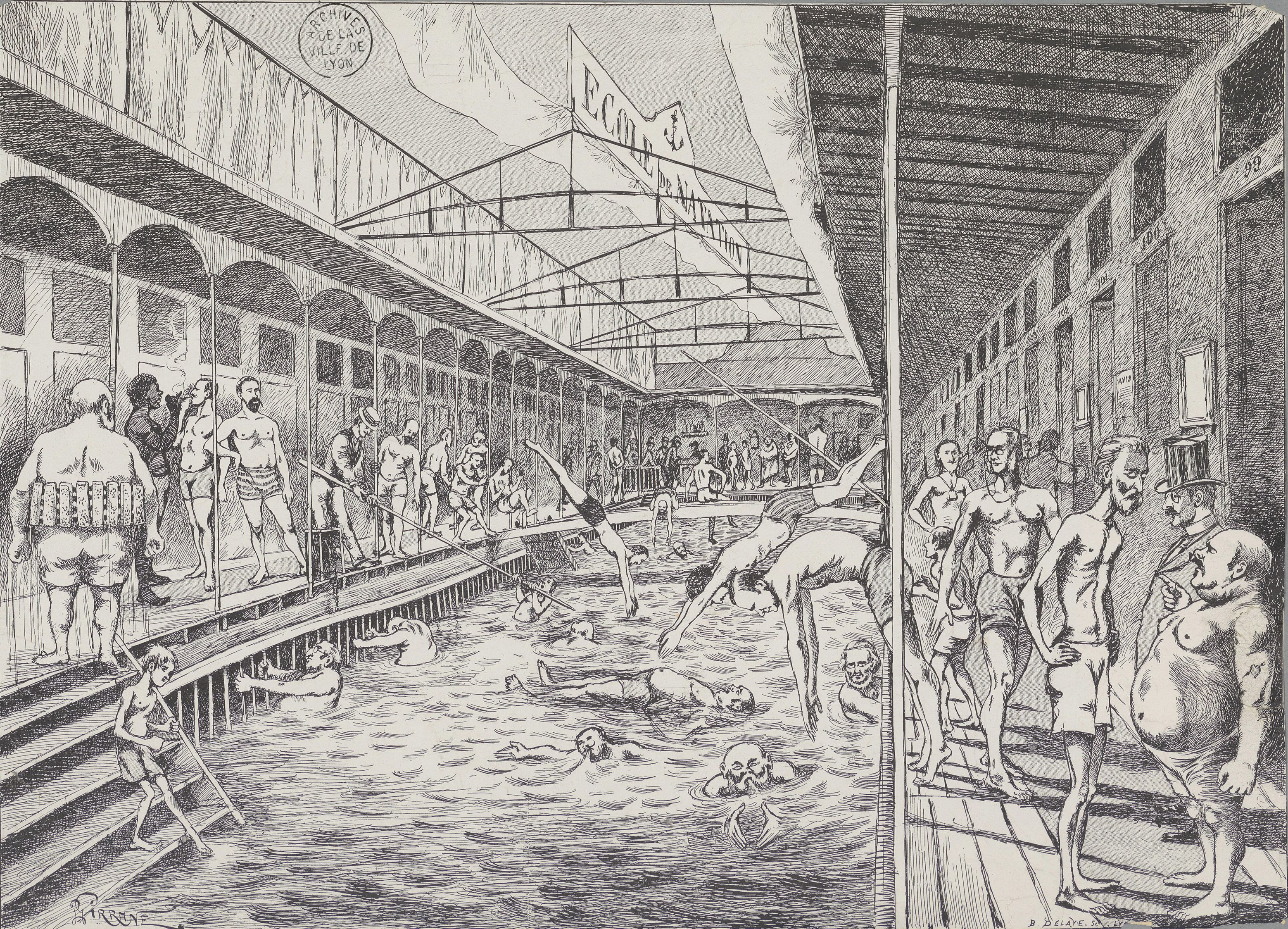
Bèches (bateaux servant de piscines flottantes), Lyon.
La morgue flottante au pied de l'Hôtel-Dieu vers 1910